# Citrus Heights, California
Citrus Heights, California là một thành phố thuộc quận Sacramento trong tiểu bang California, Hoa Kỳ. Thành phố có tổng diện tích 14,228 dặm vuông Anh (36,85 km2), toàn bộ là diện tích đất. Theo điều tra dân số Hoa Kỳ năm 2010, thành phố có dân số 83.301 người, là thành phố lớn thứ 73 bang California năm 2010.
Citrus Heights là một phần của Khu vực thống kê đô thị Sacramento-Arden-Arcade-Roseville.
Thành phố được hợp nhất ngày 2 tháng một 1997 (ngày 1 tháng 1 theo trang web chính thức của thành phố), trở thành thành phố thứ năm ở quận Sacramento.